# 湯馬斯·達加特
湯馬斯·達加特（丹麥語：Thomas Dalgaard，1984年4月13日—），丹麥足球運動員，司職前鋒，現效力丹麥超級足球聯賽球會施克堡。

## 早期生涯
2001年，達加特加入尼克賓摩斯IF青訓系統，後在2003年夏天轉至施克堡。

## 生涯
他在斯基夫開始他的職業足球生涯，2006年夏天，他轉會至蘭達斯，在丹麥超級足球聯賽中替球隊上陣31場攻入10球，2008年1月離開丹麥加盟土耳其球會文尼沙士邦。
他僅在土耳其超級足球聯賽上陣2場後便被該支土超球會放棄。

## 連結
- Career statistics （页面存档备份，存于）